# Jean-Luc Dehaene
Jean Luc Joseph Marie Dehaene uitspraakⓘ (Montpellier, 7 augustus 1940 – Quimper, 15 mei 2014) was van 1992 tot 1999 premier van België. Hij was lid van de toenmalige CVP (nu CD&V). Onder zijn regering werd België een volwaardige federale staat. Dehaene leidde twee coalitieregeringen met de socialisten en bekleedde verschillende ministerposten voor hij in 1992 eerste minister werd. Van 2000 tot 2007 was hij burgemeester van Vilvoorde. In 2002 werd hij voorgedragen als vicevoorzitter van de Europese Conventie.

## Levensloop

### Jeugd en vroege carrière
Dehaene werd in 1940 geboren in de noodkliniek van het Franse Montpellier, waar zijn familie in het begin van de Tweede Wereldoorlog een toevlucht had gevonden. Hij was de zoon van de Brugse psychiater Albert Dehaene en Andrée Verstraete. Datzelfde jaar keerde hij echter terug naar Brugge, waar hij het grootste deel van zijn jeugd doorbracht.
Hij startte zijn middelbare studies in september 1952 aan het Sint-Lodewijkscollege. Vanaf september 1953 was hij intern in het door de paters jezuïeten geleide Sint-Jozefscollege te Aalst, waar hij in 1958 de klassieke humaniora voltooide. Van 1958 tot 1960 volgde hij kandidaturen in de rechten en de economie aan de Facultés universitaires Notre Dame de la Paix in Namen en daarna doorliep Dehaene van 1960 tot 1963 zijn licenties in dezelfde opleidingen aan de Katholieke Universiteit Leuven. In juli 1963 studeerde hij daar af als doctor in de rechten, zijn opleiding in de economie werkte hij niet af.
Hij was gedurende zijn jeugd actief bij de Chiro, het Olivaint Genootschap van België en de scouts en was tussen 1963 en 1967 verbondscommissaris van het Vlaams Verbond van Katholieke Scouts. Hij zou er later meermaals op wijzen dat scouting voor hem een belangrijke leerschool betekende. Als verbondscommissaris organiseerde Dehaene in 1965 de samenwerking tussen het VVKS, het Vlaams Verbond van Katholieke Scouts en Meisjesgidsen, de Vrouwelijke Katholieke Studerende Jeugd en de Katholieke Studentenactie.
In 1965 verhuisde hij naar Sint-Jans-Molenbeek in Brussel, waar hij huwde met Celie Verbeke en werd vader van vier kinderen, onder wie Tom Dehaene, die later ook actief werd als politicus. Enkele jaren later verhuisde Dehaene naar Vilvoorde.

### De lange weg naar de toppolitiek
Jean-Luc Dehaene maakte zijn opgang in de politiek via de partijcenakels van de voormalige CVP, het huidige CD&V. Nadat hij op het Studiecentrum voor de Expansie van Antwerpen werkte, ging hij vanaf 1965 werken bij de studiedienst van het ACW, de koepelorganisatie van de Belgische christelijke arbeidersbeweging. Van 1968 tot 1972 leidde Dehaene deze studiedienst.
In 1967 werd hij gecoöpteerd in het nationaal bestuur van de CVP-jongeren. Hij behoorde er tot een ploeg die door politiek journalist Hugo De Ridder het Wonderbureau genoemd werd. Dat zogenaamde Wonderbureau schreef manifesten over de progressieve frontvorming en de pluralistische school. Dehaene werkte in het eerste bureau met Martens als voorzitter ook mee aan het Autonomiemanifest. Dat bevatte de basisideeën voor de huidige federale structuur van België. Onder het voorzitterschap van Wilfried Martens was hij van 1969 tot 1971 nationaal ondervoorzitter van de CVP-jongeren. Daarna zetelde hij van 1972 tot aan zijn dood in het partijbestuur van CVP en daarna CD&V. Tevens was hij van 1977 tot 1981 OCMW-raadslid van Vilvoorde, van 1977 tot 1981 voorzitter van de CVP-afdeling van het arrondissement Brussel-Halle-Vilvoorde en van 1971 tot 2000 voorzitter van de CVP-afdeling van Vilvoorde.
Vanaf 1972 werkte Dehaene op meerdere ministeriële kabinetten: van 1972 tot 1974 was hij kabinetsadviseur van minister van Openbare Werken en minister van Volksgezondheid Jos De Saeger, van 1974 tot 1975 was hij kabinetsadviseur en van 1975 tot 1977 kabinetschef van ministers van Economische Zaken André Oleffe (1974-1975) en Fernand Herman (1975-1977), van 1977 tot 1979 was hij kabinetschef van minister van Vlaamse Aangelegenheden Rika De Backer, van 1979 tot april 1981 was hij kabinetschef voor staatshervorming op het kabinet van premier Wilfried Martens en van april tot december 1981 was hij kabinetschef van minister van Institutionele Hervormingen Jos Chabert.
Als kabinetsmedewerker leerde Jean-Luc Dehaene de spelregels van de macht kennen en vormde hij de netwerken die later een belangrijke rol zouden spelen in zijn vermogen om politieke crisissen op te lossen. Zijn stevige dossierkennis en intelligentie deden zijn invloed snel stijgen en in december 1981 werd hij minister van Sociale Zaken en Institutionele Zaken, een mandaat dat hij behield tot in mei 1988. Als minister van Sociale Zaken voerde hij een reeks hervormingen door die de sociale zekerheid moesten vrijwaren zonder ze fundamenteel te wijzigen.
In november 1982 werd hij eveneens als gecoöpteerd senator afgevaardigd naar de Senaat, waar hij tot in november 1987 bleef zetelen. Vervolgens zetelde hij van november 1987 tot mei 1995 voor het arrondissement Brussel in de Kamer van volksvertegenwoordigers. Door het toen bestaande dubbelmandaat zetelde hij van februari 1988 tot mei 1995 eveneens in de Vlaamse Raad.

### Sire, geef me honderd dagen
Vanaf augustus 1987 maakte België een van de moeilijkste politieke crises uit de naoorlogse geschiedenis mee. De splijtzwam was de zaak-José Happart en de taalstrijd in Voeren, die Franstaligen en Nederlandstaligen lijnrecht tegenover elkaar zette en op 19 oktober 1987 tot de val van de regering-Martens VI leidde. Na de verkiezingen van 13 december 1987 ontstond een feitelijke patstelling. Langs Vlaamse kant tekenden de christendemocraten (CVP) en de liberalen (PVV) voor een voortzetting van de huidige coalitie en vormden deze partijen de Vlaamse Executieve. In Wallonië stapten de socialisten (PS) en christendemocraten (PSC) in de gewestregering.
Nationaal was een nieuwe staatshervorming nodig om de communautaire problemen op te lossen. Dit veronderstelde een tweederdemeerderheid. Het wederzijdse wantrouwen tussen Vlaamse liberalen (PVV) en Waalse socialisten (PS) was zo groot dat samenwerking onmogelijk leek. De Vlaamse socialisten (SP) dachten er niet aan om in een nationale regering te stappen zonder medezeggenschap in de Vlaamse Executieve. De situatie leek hopeloos. Op 22 januari 1988 vroeg de koning aan Jean-Luc Dehaene om de taak van informateur op zich te nemen om deze moeilijke knoop te ontrafelen. Als antwoord sprak Dehaene volgens de legende: "Sire, geef me honderd dagen". In zijn memoires gaf Dehaene evenwel aan deze woorden nooit te hebben uitgesproken.
106 dagen later, op 6 mei 1988, had Dehaene de onmogelijke klus geklaard. Er was een akkoord over een verregaande staatshervorming en de regering-Martens VIII kon van start gaan. In de nieuwe regering werd hij minister van Verkeer en Institutionele Hervormingen en vicepremier, wat hij bleef tot in maart 1992. Dehaene had het vertrouwen van zijn politieke tegenstrevers gewonnen en was een van de sterkhouders van de regering. Als minister van Institutionele Hervormingen was hij met zijn Franstalige collega Philippe Moureaux verantwoordelijk voor de uitrol van de derde staatshervorming, waarbij bevoegdheden als onderwijs, openbare werken en wegbeheer, ruimtelijke ordening en leefmilieu grotendeels werden overgedragen aan de gemeenschappen en gewesten en er een volwaardig Brussels Hoofdstedelijk Gewest werd opgericht. De volgende 12 jaar werd Dehaene 'incontournable' in de Belgische politiek. In 1990 ondertekende en bekrachtigde hij samen met 14 andere regeringsleiders de abortuswet.

### Dehaene I - de hervorming van België (1992-1995)
Bij de verkiezingen van november 1991 behaalde de CVP een zware nederlaag en overwoog Dehaene, die een tegenvallend persoonlijk resultaat had geboekt, om de politiek te verlaten en terug te keren naar het ACW. Toenmalig CVP-voorzitter Herman Van Rompuy kon hem hier echter van weerhouden. In de loop van de formatie aanvaardde Dehaene in februari 1992 een benoeming tot informateur en daarna formateur en in maart 1992 nam hij de leiding over een coalitie van christendemocraten en socialisten, de regering-Dehaene I, en werd daarmee eerste minister. Hij legde de basis voor het Sint-Michielsakkoord, mede dankzij het vertrouwen en gezag dat hij bij alle regeringspartijen had verworven en zijn talent als verzoener. Het ging om de tot dan toe meest verregaande staatshervorming die van België een volwaardige federale staat maakte en waarbij de regionale parlementen voortaan allemaal rechtstreeks werden verkozen.
Na de dood van tien Belgische blauwhelmen in Rwanda besloot de regering de terugtrekking van het contingent Belgen, waardoor de Hutu's vrij spel kregen met de volkerenmoord.
Daarnaast voerde de regering een streng begrotingsbeleid. Aan de jarenlange aangroei van de Belgische staatsschuld werd een halt toegeroepen. De sterke reputatie van Jean-Luc Dehaene begon nu ook buiten de landsgrenzen te groeien en in 1994 werd hij de voornaamste kandidaat om Jacques Delors als voorzitter van de Europese Commissie op te volgen. Op de top van Korfoe kreeg de kandidatuur van Dehaene elf van de twaalf lidstaten achter zich. De toenmalige Britse premier John Major stelde echter zijn veto. Uiteindelijk werd de Luxemburgse premier Jacques Santer als consensuskandidaat verkozen. Verhofstadt die, met zijn ondertussen tot VLD hervormde partij, een bikkelharde oppositie voerde, slaagde er niet in om bij de verkiezingen van mei 1995 de meerderheid van christendemocraten en socialisten te doorbreken. Bij die verkiezingen werd Dehaene verkozen als rechtstreeks gekozen senator in de Senaat, een functie die hij - onderbroken door zijn premierschap - vervulde tot eind januari 2001.

### Dehaene II - op weg naar de euro (1995-1999)
Ook Dehaene II werd een coalitie van christendemocraten en socialisten. Deze legislatuur stond volledig in het teken van de sanering van de overheidsfinanciën. De Belgische overheidsschuld was een van de hoogste van West-Europa en daardoor dreigde België de toelating om tot de eurozone toe te treden mis te lopen. Het tekort op de begroting moest absoluut teruggebracht worden tot de 3% norm, en dit streven beheerste het doen en laten van deze regering. De regering Dehaene II volbracht deze moeilijke opdracht met succes, maar dit ging ten koste van een gebrek aan visie en oog voor maatschappelijke ontwikkelingen.
In de zomer van 1996 brak het Dutroux-schandaal uit dat uitmondde in de massaal bijgewoonde "Witte Mars" en een totaal wantrouwen van de Belgische bevolking in de justitie. De reactie van Jean-Luc Dehaene op deze emotionele gebeurtenissen was heel afstandelijk. Twee jaar later gebeurde het onvoorstelbare: diezelfde Dutroux kon op eenvoudige wijze uit het gerechtsgebouw ontsnappen.
Het adagium van Dehaene, "een probleem moet je pas oplossen als het zich stelt", begon zich tegen hem te keren. Dehaene werd meer en meer afgeschilderd als de "loodgieter", de man die oplossingen in elkaar knutselde, misschien een goede beheerder maar zeker geen visionair.
Enkele weken voor de parlementsverkiezingen van juni 1999 brak de dioxinecrisis uit. In de korte periode tot aan de verkiezingen slaagde de regering er niet meer in om uit deze crisis te geraken. Doordat het dossier stuntelig verdedigd werd bij de Europese gemeenschap werd België bovendien een uitvoerverbod van zuivel- en vleesproducten opgelegd met ernstige economische gevolgen. De daaropvolgende verkiezingen leidden tot de zwaarste nederlaag van de CVP uit de naoorlogse geschiedenis en de VLD werd de grootste partij. Voor het eerst sinds 1945 was de CVP niet meer de grootste partij van het land.

### Na 1999
Na de zware verkiezingsnederlaag van mei 1999 nam Jean-Luc Dehaene de verantwoordelijkheid voor de nederlaag op zich en trok zich terug uit de nationale politiek. Hiermee wilde hij naar eigen zeggen een "nacht van de lange messen" in zijn eigen partij voorkomen. Hij bleef wel senator maar hield zich nadrukkelijk op de achtergrond. Hij trad toe tot de Senaatscommissie Financiën en Economische Aangelegenheden en was van 1999 tot 2000 afgevaardigde in de Parlementaire Assemblee van de Organisatie voor Veiligheid en Samenwerking in Europa.
Tevens vervulde hij een aantal belangrijke opdrachten op Europees niveau. In oktober 1999 werd Dehaene voorzitter van een groep van wijzen die Europees commissievoorzitter Romano Prodi moest adviseren over de hervorming van de Europese instellingen. In 2000 werd hij lid van de Conventie die het Handvest voor de Grondrechten van de Europese Unie voorbereidde en werd hij tevens lid van de Groep van Laken, een adviesgroep die premier Guy Verhofstadt adviseerde naar aanleiding van het Belgisch voorzitterschap van de Raad van de Europese Unie in de tweede helft van 2001. Van 2002 tot 2003 was hij op voordracht van Verhofstadt ondervoorzitter van de Europese conventie, een denktank die zich moest buigen over de toekomst van de EU en een grondwet voor de Unie moest voorbereiden.
In oktober 2000 kwam Dehaene op bij de gemeenteraadsverkiezingen in Vilvoorde en werd hij begin 2001 gemeenteraadslid en burgemeester van Vilvoorde, wat hij bleef tot in juli 2007. Na zijn benoeming tot burgemeester diende Dehaene zijn ontslag in als senator. Toen in 2004 duidelijk werd dat zijn ondertussen tot CD&V hervormde partij onder leiding van Yves Leterme een nieuw elan had gevonden, wierp Jean-Luc Dehaene zich opnieuw in de verkiezingsstrijd, ditmaal als lijsttrekker voor de Europese verkiezingen in juni dat jaar. Het werd een prestigestrijd tussen hem en Guy Verhofstadt, die Jean-Luc Dehaene overtuigend won (met meer dan 650.000 voorkeurstemmen tegenover 388.000 voor Guy Verhofstadt). Dehaene verkoos om in het Europees Parlement te zetelen, waarvan hij lid bleef tot aan zijn dood in mei 2014. In het Europees Parlement was hij van 2004 tot 2009 lid van de commissie constitutionele zaken en van 2009 tot 2014 ondervoorzitter van de Begrotingscommissie.
Van 2000 tot 2009 was hij voorzitter van de raad van bestuur van het Europacollege en van 2009 tot 2012 ondervoorzitter van de Koning Boudewijnstichting. Hij was tevens bestuurder van telecommunicatiebedrijf Telindus (1999-2006), materiaaltechnologiegroep Umicore (1999-2011), koekjesproducent Lotus (2000-2011), tapijtenbedrijf DOMO (2000-2007), brouwerij AB InBev (2001-2011), biofarmabedrijf ThromboGenics (2006-2014) en het groenstroombedrijf Enfinity, en lid van de adviesraad van het investeringsfonds Waterland Private Equity Investments.

### Benoeming tot bemiddelaar des Konings in juli 2007
Na de informatieronde met verkennende gesprekken door informateur Didier Reynders werd Dehaene op 5 juli 2007 door Koning Albert II belast met een bemiddelings- en onderhandelingsopdracht om de weg te openen tot de aanduiding van een formateur. Als de informateur onvoldoende ver is geraakt of als er nog ontmijnend werk nodig is vooraleer de formateur het veld in kan en er nog obstakels dienen weggenomen te worden, treedt een onderhandelaar in opdracht van de koning in actie. Op 15 juli beëindigde hij zijn opdracht waarna partijgenoot Yves Leterme tot formateur wordt benoemd.
Naar eigen zeggen zag Dehaene deze bemiddelingsopdracht als een "mission impossible". Hij zag deze kelk liever aan hem voorbijgaan. Hij vermeldde 'zijn bijzonder grote loyaliteit aan de partij, de CD&V' als reden waarom hij de opdracht aannam.

### Koninklijk opdrachthouder
Eind november 2009 kreeg Dehaene nog een nieuwe politieke opdracht als koninklijk opdrachthouder met een welomlijnde opdracht. Dehaene had de opdracht een plan uit te werken dat als basis zou dienen voor de communautaire onderhandelingen die door Yves Leterme zouden gevoerd worden. De communautaire tegenstellingen tussen Vlamingen en Walen "gijzelden" de regering immers reeds sinds de verkiezingen van 2007. De onderhandelingen mislukten echter in april 2010 en enkele dagen later viel de regering. Vervolgens trok Dehaene zich definitief terug van het nationale politieke toneel.

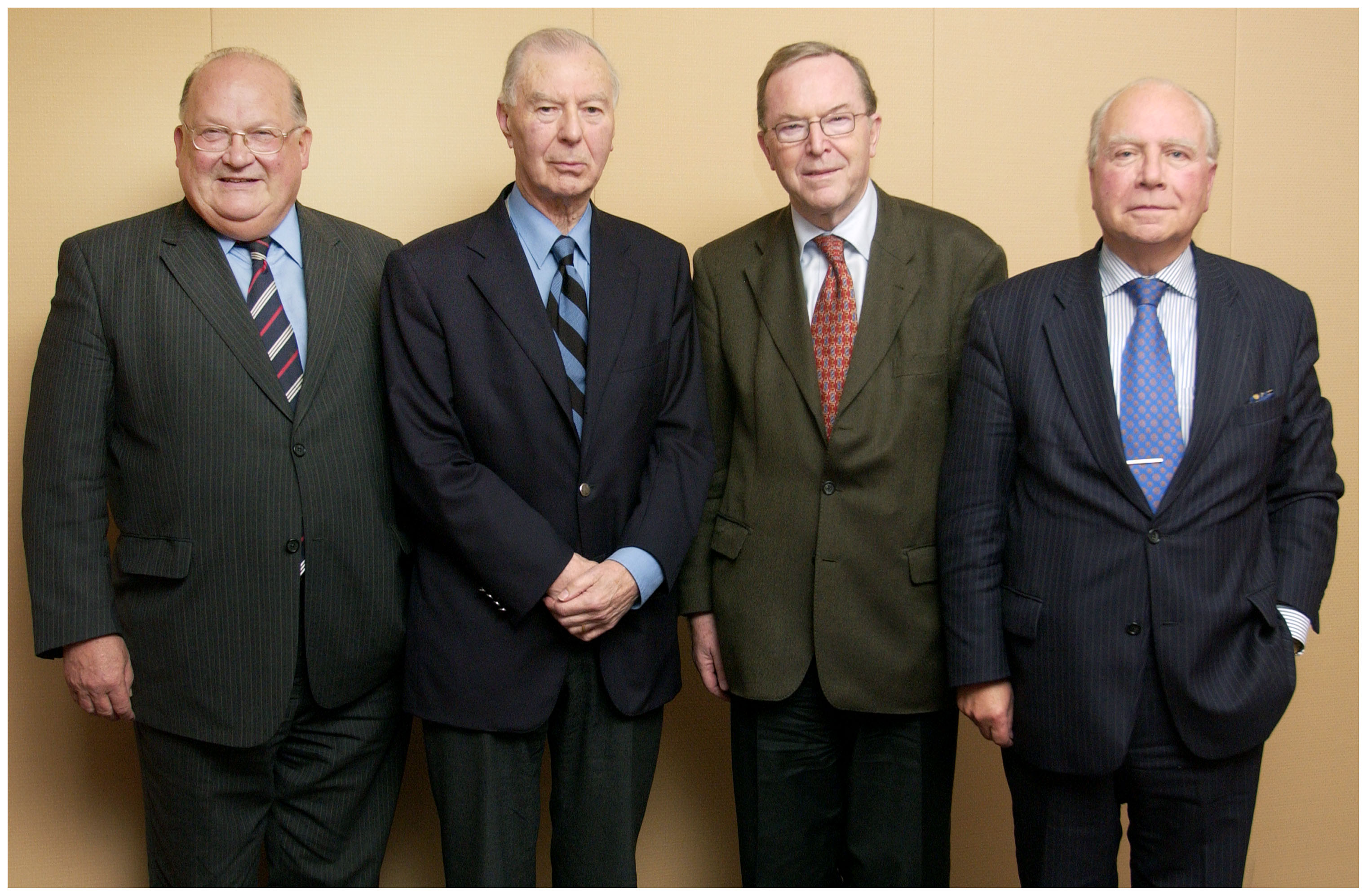
Vier CVP-premiers op rij: v.l.n.r. Jean-Luc Dehaene, Leo Tindemans, Wilfried Martens en Mark Eyskens (2005)

### Overlijden
Begin 2014 werd alvleesklierkanker vastgesteld en daarom werd Dehaene geopereerd. Aanvankelijk was deze operatie succesvol, maar op 29 maart 2014 moest hij opnieuw in het ziekenhuis opgenomen worden.
Op 15 mei 2014 werd Dehaene onwel toen hij een bezoek bracht aan de koekjesfabriek Le Glazik van de Lotus-groep te Briec in Bretagne. Hij werd nog naar het ziekenhuis van Quimper overgebracht, waar hij overleed aan de gevolgen van een hersenbloeding.

## Status
Dehaene stond in het politieke milieu bekend als een kundig en geduldig onderhandelaar die op voorhand doelen vooropstelde en die onmogelijk geachte compromissen uit de hoed kon toveren. Zijn methode kwam erop neer bedachtzaam, zakelijk en onderbouwd door grote dossierkennis de grenzen af te tasten van de positie der onderhandelende politieke partijen. Elke partij diende zijn borst nat te maken en dan ging hij met hen stapsgewijs verder het water in tot er een compromis rond is. Het leverde hem de reputatie op van sleutelaar en "meester-loodgieter" van werkbare regeringsmeerderheden, evenwel zonder visie. Hij bezat door zijn jarenlange ervaring als geen ander een groot inzicht in het Belgisch institutioneel kluwen en was daarbij bijzonder creatief als "problem solver".
Op 27 juli 2007 stapte Dehaene definitief op als burgemeester van Vilvoorde. Naar eigen zeggen ging hij niet meteen met pensioen maar bleef hij politiek actief als parlementslid op Europees niveau. Hij schreef zijn memoires die in 2012 uitgegeven zijn.
In 2008 werd Jean-Luc Dehaene naar aanleiding van de kredietcrisis aangesteld door de regering Leterme I als voorzitter van de raad van bestuur van Dexia, wat hij bleef tot in 2012. Hij diende wegens een falend beleid van Dexia, samen met de gewezen CEO te verantwoorden voor een parlementaire onderzoekscommissie. In de opdracht om het falend beleid te beëindigen was hij naar eigen zeggen gefaald.

### Honoraria
- België: 1999 - Minister van staat
- België: 2000 - Doctor Honoris Causa (Katholieke Universiteit Leuven)
- België: 2002 - Grootkruis in de Kroonorde[16]
- Nederland: Grootofficier in de Orde van Oranje Nassau[17]
- Duitsland: Grootkruis in de Orde van Verdienste van de Bondsrepubliek Duitsland
- Portugal: 1982 - Grootkruis in de Orde van de Infant Dom Henrique[18]
- Luxemburg: Grootkruis in de Orde van de Eikenkroon

## Trivia
- Dehaene was een groot supporter van voetbalclub Club Brugge.
- In de politieke cartoons van Erik Meynen heeft hij vaak een vete met Luc Van den Brande.
- In een bekende sketch van Alles kan beter doen Mark Uytterhoeven, Guy Mortier en Tom Van Dyck alsof ze zijn brein besturen.
- Hij werd soms ook het "Brabants trekpaard" genoemd of "de loodgieter" omdat hij naar eigen zeggen problemen pas oploste als ze zich voordeden.
- Hij was een verzamelaar van beelden van hanen. Op 10 september 2013 verkocht hij een deel van zijn grote collectie hanen. Hij voorzag op pensioen te gaan in 2014. Hij verhuisde intussen naar een appartement dat te klein bleek om alle hanen te huisvesten.
- In Singapore Botanical Gardens vind je in de afdeling National Orchid Garden een orchidee (Dendrobium) met de naam van Jean-Luc Dehaene. Die plant is op haar beurt weer gekruist met Dendrobium Waianae Blush, wat resulteert in een nieuwe plant: de Dendrobium Masahito & Hanako.

### Uitspraken
- "Let the beast go." (uitgedost als cowboy op een pneumatische stier)
- "Geen commentaar."
- "Een probleem moet je pas oplossen als het zich stelt."
- "Ik antwoord niet op hypothetische vragen."
- "Een nederlaag van Club Brugge vind ik erger dan de val van de regering."

## Publicaties
- Sleutels voor morgen, Esopus, Hasselt, 1995, 111 p.
- Sporen naar 2000, Icarus, Antwerpen, 1999, 173 p.
- Er is nog leven na de 16, Van Halewyck, Leuven, 2002, 208 p.
- De Europese Uitdaging: van uitbreiding tot integratie, Van Halewyck, Leuven, 2004, 237 p.
- Memoires, Van Halewyck, Leuven, 2012, 958 p.